# Affaire Borrel
Pour les articles homonymes, voir Borrel.
L'affaire Borrel concerne l'assassinat à Djibouti du magistrat français Bernard Borrel et ses multiples développements judiciaires, médiatiques et politiques. Bernard Borrel, procureur de Lisieux de 1988 à 1995, est détaché en tant que conseiller technique à partir d'avril 1994 auprès du ministre djiboutien de la Justice pour effectuer des missions de coopération quand il disparaît à Djibouti le 18 octobre 1995. Son cadavre est retrouvé le lendemain dans un ravin, en partie calciné.

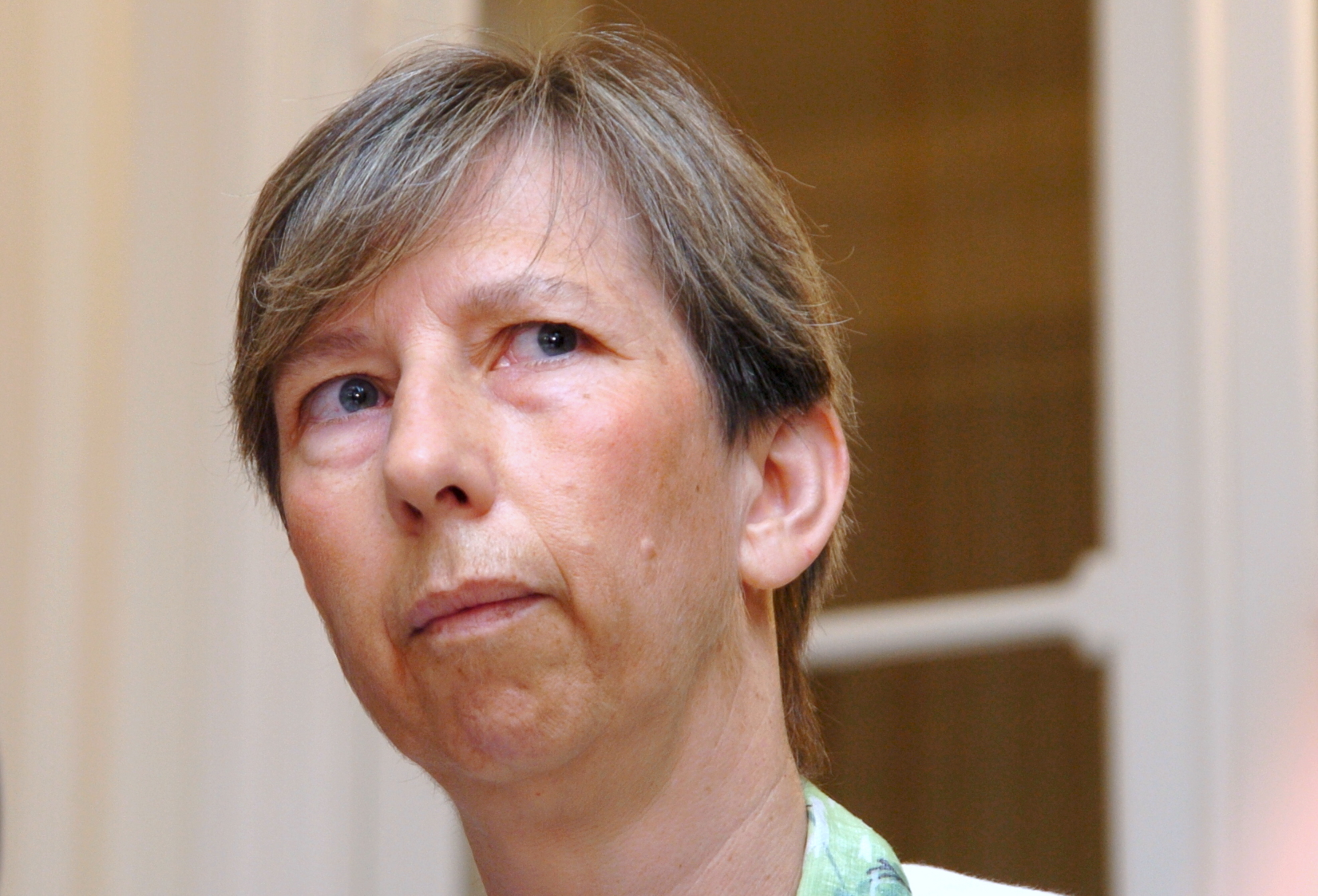
Élisabeth Borrel, veuve de Bernard Borrel, le 13 juin 2007 à Paris.

L'hypothèse du suicide a été dans un premier temps privilégiée par les autorités djiboutiennes et françaises mais le 6 février 1996, les faits sont requalifiés par la justice française, à la suite d'une information judiciaire, en assassinat. Élisabeth Borrel, veuve de la victime, elle-même magistrate à Toulouse, accuse Ismaïl Omar Guelleh, alors directeur du cabinet présidentiel devenu depuis président de la république de Djibouti, d'être l'un des commanditaires de l'assassinat de son mari.
Elle a également déposé une plainte pour subornation de témoins contre le procureur de Djibouti Djama Souleiman et le chef des services secrets de Djibouti Hassan Saïd, qui aboutit le 29 mai 2009 à la relaxe au motif que les prévenus, reconnus coupables en première instance, jouissent de l'immunité accordée par le garde des Sceaux aux hauts fonctionnaires étrangers. Une troisième plainte déposée par Élisabeth Borrel concerne les pressions exercées sur la justice par l'administration française. Menée par Fabienne Pous et Michèle Ganascia, l'instruction la concernant n'était en 2015 toujours pas close.
Selon un journaliste d'investigation, l'affaire Borrel est particulièrement marquée par « une ingérence de la diplomatie sur la justice » au nom de la raison d'État. L'instruction sur l'assassinat, désormais conduite par le juge Cyril Paquaux et sa collègue Sabine Kheris, est en 2015 elle aussi toujours en cours mais se heurte à l'immunité diplomatique d'un chef d'État étranger. Vingt ans après les faits, seul le procès sur l'affaire de subornation de témoins a eu lieu. La France a été condamnée en termes sévères par la Cour européenne des droits de l'Homme dans ce qu'elle a d'elle-même transformé en affaire d'État.

## Contexte

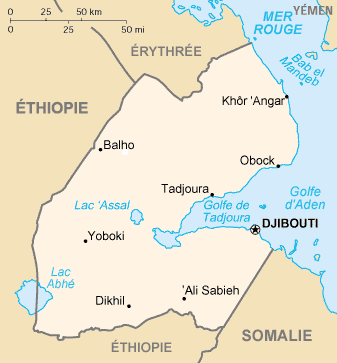
Carte de Djibouti.

### Contexte diplomatique
Djibouti est l'ancienne colonie française dénommée « territoire français des Afars et des Issas », dans laquelle est installée la première base militaire française à l'étranger avec une garnison de 2 700 hommes, : outre la base aérienne 188 Djibouti, Djibouti est également le siège du 5e régiment interarmes d'outre-mer. Elle offre en effet une position stratégique pour ces forces militaires, avec un accès à la Mer Rouge (et donc, au Canal de Suez) et au Golfe Persique, ainsi qu'un terrain d'entraînements militaires en situation aride.
Cette coopération militaire entre la France et Djibouti remonte à l'indépendance de cette dernière, le 27 juin 1977,, et a été reconduite par une convention bilatérale le 3 août 2003, dans laquelle la République française s'engage à payer une contribution forfaitaire de 30 000 000 d'euros par an, en contrepartie de la présence des forces militaires françaises sur le territoire de Djibouti jusqu'en 2015 au moins.
Cependant, les États-Unis y ont également déployé, après les attentats du 11 septembre 2001, une force opérationnelle de près de 1 800 hommes, dans le cadre de l'opération Enduring Freedom - Horn of Africa,. Cette présence militaire concurrence maintenant ouvertement celle de la France.

### Contexte politique

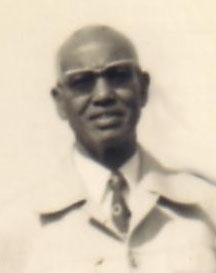
Hassan Gouled Aptidon, premier président de la république de Djibouti, de 1977 à 1999.

La république de Djibouti est issue d'un territoire fabriqué par la colonisation française, devenu indépendant en juin 1977.
Après l'indépendance, Hassan Gouled Aptidon, est élu premier président de la république de Djibouti. Il installe en 1981, un régime autoritaire avec un parti unique, le Rassemblement populaire pour le progrès (RPP).
En 1987, un attentat — attribué par le gouvernement à des opposants qualifiés d'Afars — tue cinq Français à la terrasse d'un café. Le 27 septembre 1990 se déroule un attentat à la grenade au Café de Paris, lieu de rencontre de la communauté française qui fait un mort (un enfant de six ans, fils d’un militaire français basé à Djibouti), et blesse une dizaine de personnes[réf. à confirmer].
En 1991, commence une guerre civile entre le Front pour la restauration de l’unité et la démocratie (FRUD), assimilé aux Afars, et le pouvoir djiboutien. Un premier groupe se rallie au gouvernement en 1994, et la plus grande partie cesse le combat en 2000.

### Contexte judiciaire
L'affaire Borrel se déroule également avec, en toile de fond, l'enquête sur l'attentat du Café de Paris à Djibouti. Le juge d'instruction Roger Le Loire est chargé de l'enquête, et Bernard Borrel l'assiste dans ses recherches.
Selon l'instruction, Aden Robleh Awaleh, président du Parti national démocratique djiboutien (opposition), a commandité cet attentat. Il a néanmoins toujours clamé son innocence, estimant que cette accusation servait de « prétexte à un règlement de comptes politique ». Jugé le 9 avril 2001 par la Cour criminelle de Djibouti pour cet attentat, il a été reconnu coupable et condamné à six ans de prison avec sursis et libéré . Bien que l'instruction ait duré plus une dizaine d'années, la date du procès n'a été fixée qu'une semaine auparavant, surprenant tous les avocats ; le procès lui-même n'a duré que six heures.

## Les faits

### Éléments biographiques
Bernard Borrel sort major de la promotion « juge Michel » de l'École nationale de la magistrature. Substitut du procureur à Privas en 1982, il y rencontre Élisabeth Pernod, qui n'est encore qu'auditrice de justice. Elle y sera nommée juge des enfants à la sortie de l'ENM. Les deux magistrats se marient en 1985. Ils auront deux enfants, Louis-Alexandre et François-Xavier.
Plus tard, Bernard Borrel est nommé procureur de la République à Lisieux, et Élisabeth Borrel juge d'application des peines à Caen. En tant que juge d'application des peines, Élisabeth Borrel a été trois fois victime d'agressions, dont une prise d'otage le 29 décembre 1991 au centre pénitentiaire de Caen.
En 1991, une circulaire de mutation, informe Bernard Borrel qu'un poste de coopérant se libère pour travailler comme magistrat détaché auprès du ministre de la justice djiboutien mais ce n'est que fin 1993 qu'il l'obtient. Il aura fallu attendre trois ans pour que Bernard Borrel y soit effectivement nommé.

### Mission à Djibouti
En avril 1994, la famille s'installe à Djibouti. Mme Borrel, sans emploi, s'occupe alors du « club de peinture sur porcelaine », tandis que son mari travaille en tant que conseiller technique auprès du ministère de la justice djiboutien. La principale mission du juge Borrel est d'aider à mettre en place une nouvelle législation pénale et comporte trois volets : corriger le code de procédure pénale, adapter le code pénal à la nouvelle jurisprudence française et conseiller le ministre de la Justice de Djibouti, Moumin Bahdon Farah. C'est à ce titre qu'il a à connaître de l'enquête diligentée par Moumin Bahdon Farah sur les « trafics » d'Ismaïl Omar Guelleh, neveu du président de la république de Djibouti Hassan Gouled Aptidon, chef du cabinet de celui-ci et candidat à sa succession
Par diverses commissions rogatoires, Bernard Borrel est amené dans le cadre de sa mission de coopération à assister le juge Roger Le Loire dans les instructions que celui-ci mène depuis la France sur le territoire djiboutien. Chargé des procédures impliquant des Français victimes d'infractions à l'étranger, le juge Roger Le Loire enquête en particulier sur l'attentat du « Café de Paris ». Une grenade lancée dans ce café du centre de Djibouti-ville que fréquente la communauté française, avait causé la mort d'un jeune Français et fait dix-sept blessés.

### La rumeur de suicide
Le 19 octobre 1995 à 5:30[Passage contradictoire], le colonel Patrice Sartre, chef d'état-major des forces françaises à Djibouti, le colonel Godron, attaché de défense auprès de l'ambassade de France et un officier du renseignement militaire (DPSD) sont informés qu'un corps a été retrouvé dans le désert, que c'est celui de Bernard Borrel et qu'il s'agit d'un assassinat. D'emblée et jusqu'au 25 juin 2007, ces informations seront tues et resteront classées secret-défense malgré les requêtes de la justice. 
Ce même matin, à 7:20[Passage contradictoire], deux gendarmes français de la prévôté d'Arta, au cours de leur patrouille hebdomadaire dans la région du Goubet-Al Karab, repèrent à quatre vingt kilomètres de la ville de Djibouti un véhicule abandonné en haut d'une falaise située en face de l'île du Diable. Au bas de la falaise, ils découvrent le corps de Bernard Borrel vêtu d'un slip et d'un tee-shirt, carbonisé sur sa partie supérieure. Le short du défunt est retrouvé plié à côté d'un jerrican d'essence et du véhicule. Le long de la descente sont retrouvés différents objets lui appartenant, dont l'une de ses chaussures, intacte.
À la découverte du corps, la thèse du suicide est mise en avant, l'ambassade de France à Djibouti informant même le Quai d'Orsay du suicide du juge Borrel avant même l'autopsie. Le juge Borrel se serait embrasé à côté de sa voiture après s'être aspergé d'essence et aurait descendu l'à-pic avant de s'effondrer mort en bas de la falaise.
Cette thèse fut d'abord accréditée par le fait que Bernard Borrel avait retiré 50 000 Francs sur son compte. De plus, d'après plusieurs rumeurs concernant sa vie personnelle, il aurait eu des liaisons et aurait été sur le point de divorcer. Interrogée par la gendarmerie française avant la veille de son rapatriement, Mme Borrel tait, maladroitement aux yeux des enquêteurs, l'existence de ces lettres et des liquidités. Pire, elle demande expressément à son entourage de n'en rien dire. Ces rumeurs concernant son mari n'ont cependant jamais été confirmées et sont suspectées par Mme Borrel d'être des inventions répandues dans le but d'étayer a posteriori la version du suicide.
Un rapport de la DGSE conclut au suicide et au peu d'arguments en faveur de l'hypothèse d'un assassinat. Le gouvernement français soutient alors l'actuel président djiboutien dans l'affaire.

## L'enquête judiciaire

### L'instruction du parquet de Toulouse
Se fondant sur une autopsie effectuée en février 1996, l'instruction conclut dans un premier temps à la thèse du suicide.

### Le dépaysement à Paris
Le 31 octobre 1997, le dossier Borrel est dépaysé à Paris. En novembre, un nouveau magistrat instructeur est désigné, Marie-Paule Moracchini, bientôt secondée par Roger Le Loire. L'enquête est confiée à la brigade criminelle, qui met deux années pour conclure en septembre 1999 que « […] l’hypothèse de l’assassinat ne peut, à ce jour, être sérieusement retenue ».
C'est pourquoi les juges d'instruction s'opposent à ce qu'une reconstitution soit organisée à Djibouti en présence de la partie civile puis que la contre-expertise réclamée par le Syndicat de la magistrature soit conduite. Ils sont désavoués et dessaisis par la chambre d’accusation de la cour d'appel de Paris en juin 2000.
Leur remplaçant, Jean-Baptiste Parlos, finit par découvrir qu'ils ont écarté une pièce, un enregistrement vidéo du transport du cadavre que la justice djiboutienne avait transmis. Il découvre en même temps une preuve de leur proximité avec leur homologue djiboutien et de la partialité de celui-ci. En outre, Ils auront refusé d'entendre un témoin capital.

### Le témoignage
En décembre 1999, Mohammed Saleh Aloumekani, un ancien officier de la garde présidentielle djiboutienne exilé en Belgique, affirme avoir surpris le 19 octobre 1995, au lendemain de l'assassinat du juge, dans le jardin du palais présidentiel de Djibouti, une conversation entre cinq hommes et Ismail Omar Guelleh, alors directeur de cabinet du président de Djibouti, Hassan Gouled Aptidon. Parmi ces cinq hommes, il y a Hassan Saïd, chef des services de sécurité, Awalleh Guelleh et Hamouda Hassan Adouani. Ils auraient dit au futur président de Djibouti « le juge fouineur est mort » et qu'« il n'y a pas de trace ».

### La présomption d'assassinat
En 2002, le juge d'instruction Jean-Baptiste Parlos change d'affectation et le dossier Borrel passe à une collègue, Sophie Clément. Quand elle se saisit du dossier, si l'enquête djboutienne sur la mort du juge a conclu au suicide, Sophie Clément est néanmoins confrontée à une contradiction apparente des faits, qu'il lui faut résoudre :
- Bernard Borrel semble avoir eu conscience de l'approche de sa mort (paroles pessimistes à son épouse, lettre de « dernières volontés » sur certains points étranges dont le retrait et l’inemploi d’une forte somme) et pourrait avoir (consciemment ou non) contribué à certains aspects de sa préparation (utilisation et remplissage en essence de son propre jerrican, qui sera retrouvé sur le lieu de sa mort) ;
- inversement, il semblerait que sa mort ait vu l'intervention directe d'un tiers (accompagnement vers le lieu de sa mort par un autre personnage, fractures d'origine non accidentelle, aspersion en liquide inflammable ne pouvant provenir que d'un tiers).

Une reconstitution filmée en mars 2000 est diffusée en partie le 2 décembre 2002 dans un reportage de l'émission 90 minutes diffusée sur Canal+ consacré à l'affaire Borrel.
Une seconde autopsie et reconstitution effectuées au cours de la même année 2002 concluent que le juge Borrel n'a pas pu se suicider. « Les expertises anthropologiques, médico-légales et de police scientifique concluent à l'existence de lésions osseuses sur le crâne et l'avant-bras gauche, faites à l'aide d'un objet contondant, et à la découverte de deux produits inflammables de nature distincte versés sur le corps. Elles précisent que Bernard Borrel était couché sur le sol lorsque les liquides ont été répandus sur sa personne de manière aléatoire. »
La responsabilité du président djiboutien et de membres de son entourage dans la disparition du juge a été évoquée par plusieurs témoins lors de l'instruction. [précision nécessaire]

### La piste des commanditaires djiboutiens
En mai 2005, la juge demande à entendre le président djiboutien, en visite à Paris où il rencontre le président Jacques Chirac. Reçu à l'Élysée, M. Guelleh quitte la capitale sans se rendre à la convocation de la magistrate.
En mai 2006, un ex-gardien de prison djiboutien a ainsi témoigné devant la juge d'instruction Sophie Clément qu'un détenu djiboutien extrait le jour du crime de sa cellule pouvait être impliqué dans l'affaire.
Fin septembre 2006, la juge d'instruction Sophie Clément transmet au procureur de la République de Paris une demande de réquisition concernant la délivrance de deux mandats d'arrêt visant les principaux suspects de l'assassinat du juge Bernard Borrel, Awalleh Guelleh et Hamouda Hassan Adouani.
Le 19 octobre 2006, la juge Sophie Clément délivre des mandats d'arrêt internationaux à l'encontre de deux repris de justice en fuite, Awalleh Guelleh et Hamouda Hassan Adouani. « L'enquête menée établissait qu'il s'agissait d'un assassinat », écrivait la juge Sophie Clément dans les motifs des mandats d'arrêt. La juge souhaite comparer leur ADN à des empreintes génétiques inconnues retrouvées sur le short du juge.
En février 2007, la juge Sophie Clément demande à entendre comme témoin le président djiboutien Ismail Omar Guelleh, qui devait participer au sommet Afrique-France à Cannes.

### La piste de l'assassin tunisien
Le tunisien Hamouda Hassan Adouani est soupçonné d'avoir participé à « l'assassinat » du juge français à Djibouti en octobre 1995 et est considéré comme l’exécutant le plus probable du meurtre avec Awalleh Guelleh, un autre repris de justice.
Sur commission rogatoire internationale de la juge d'instruction Sophie Clément, Hamouda Hassan Adouani a été entendu par un juge tunisien. Il est actuellement en liberté dans son pays d'origine, la Tunisie et la France n'ayant pas de convention d'extradition. Lors d’une précédente audition réalisée à la demande de la France par le doyen des juges d’instruction tunisien, Hamouda Hassan Adouani avait nié toute participation à la mort de Bernard Borrel. À l’époque des faits, il purgeait une peine de 20 ans de réclusion après avoir commis un attentat anti-français.
Un prélèvement de l'ADN d'Hamouda Hassan Adouani a été effectué. Il ne correspond pas à celui retrouvé sur le short du juge français.

## L'affaire d'État

### Subornations de témoins
Fin septembre 2006, la cour d'appel de Versailles ordonne la diffusion de mandats d'arrêt contre le procureur de la République Djama Souleiman et Hassan Saïd, le chef des services secrets de Djibouti pour une éventuelle « subornation de témoins ». Le premier est soupçonné[réf. nécessaire] d'avoir tenté de faire pression sur Mohammed Saleh Aloumekani, le témoin qui accuse depuis décembre 1999 le cabinet du président djiboutien et Hamouda Hassan Adouani, pour qu'il revienne sur son témoignage.
Le second serait[réf. nécessaire] intervenu pour que le capitaine Iftin, chef de la garde présidentielle de Djibouti en 1995, rédige une attestation discréditant Mohammed Saleh Aloumekani. Également réfugié à Bruxelles, il avait affirmé que le chef des services secrets djiboutiens l'avait obligé à mentir en menaçant de représailles sa famille restée à Djibouti.
La famille de Mohamed Saleh Aloumekani est bannie de Djibouti en octobre 2007 et expulsée vers le Yémen.
Le juge Magali Tabareau du tribunal correctionnel de Versailles est chargée d'une information judiciaire pour « subornation de témoins ». Au terme de l'instruction, le procureur général de Djibouti Djama Souleiman et le chef des services secrets de Djibouti Hassan Saïd sont renvoyés pour le délit de "subornation de témoins" devant le tribunal correctionnel de Versailles par une ordonnance du juge Magali Tabareau datée du 20 août 2007.
Les deux prévenus sont condamnés par contumace en mars 2008 mais, le 29 mai 2009, bénéficient d'une relaxe générale, prononcée en appel par la Cour de Versailles, au motif que les prévenus, reconnus coupables en première instance, jouissent d'une immunité diplomatique. Celle ci est fondée sur une déclaration faite ad hoc par le Garde des sceaux Pascal Clément le 15 février 2007 relativement aux hauts fonctionnaires étrangers et sur le principe de primauté des traités.

### Pressions sur l'enquête française
Depuis 2004, les autorités djiboutiennes souhaitent se voir reconnues compétentes pour mener l'enquête sur l'assassinat du juge Borrel. Or, le 29 janvier 2005, le ministère des Affaires étrangères français assure publiquement, par communiqué de presse, qu'une copie du dossier d'instruction français relatif au décès de Bernard Borrel serait « prochainement transmise à la justice djiboutienne », qui en avait fait la demande. Cette communication est intervenue dix jours avant que la juge Sophie Clément, chargée de l'instruction de l'assassinat de Bernard Borrel, ne soit officiellement saisie de cette demande d'entraide judiciaire. La juge Sophie Clément refusera plus tard, le 8 février 2005 la transmission, estimant notamment que la demande de Djibouti avait « pour unique but de prendre connaissance [...] de pièces mettant en cause le procureur de la république de Djibouti ».
Le comportement d'Hervé Ladsous, alors porte-parole du quai d'Orsay, s'analyse, selon Élisabeth Borrel, en une pression sur la juge Clément. Elle dépose alors une plainte avec constitution de partie civile, et une enquête est confiée aux juges Fabienne Pous et Michèle Ganascia le 2 mars 2006,.
À cette fin, Hervé Ladsous et Pierre Vimont (directeur de cabinet du ministre des Affaires étrangères) ont été auditionnés le 21 mars 2007 en tant que témoins assistés. Ils ont tous deux affirmé qu'ils s'étaient contentés de publier un communiqué préparé par Laurent Le Mesle, alors directeur de cabinet du ministre de la justice Dominique Perben, et Michel de Bonnecorse, responsable de la cellule Afrique de l'Élysée,. Une perquisition a ensuite été menée le 19 avril 2007 au ministère des Affaires étrangères français, puis le lendemain au ministère de la justice français.
Les juges Pous et Ganascia échouent le mercredi 2 mai 2007 dans une perquisition rocambolesque au palais de l'Elysée et la chambre de l’instruction de la cour d'appel de Paris finit par clôturer l'enquête par un non-lieu en décembre 2013. Toutefois, dans un arrêt du 10 mars 2015, elle en ordonne la reprise pour « publication de commentaire en vue d’influencer une décision de justice ».

### Pressions du ministère des Affaires étrangères
Une note de l'ambassadeur de France à Djibouti, dont l'AFP a eu copie, montre que c'est l'État français qui a le premier suggéré à Djibouti d'attaquer la France en justice pour faire plier la juge. « Ils réfléchissent à notre idée de recours à la CIJ (Cour internationale de justice) », écrit le 25 juin 2005 le diplomate en rendant compte d'un entretien avec son homologue djiboutien. Djibouti saisira la CIJ le 12 janvier 2006 afin d'obtenir la communication du dossier Borrel et aussi l'annulation de convocations, en qualité de témoins assistés, de hauts représentants de l'État djiboutien, dont Ismaïl Omar Guelleh.
Le soutien de la France à Djibouti transparaît également dans les notes de travail de la direction Afrique du quai d'Orsay, destinées à préparer la rencontre Chirac-Guelleh du 17 mai 2005. « Nous sommes votre premier partenaire au développement, votre premier partenaire commercial. Nos relations sont excellentes à tous points de vue. Il n'existe qu'une seule ombre à ce tableau : l'affaire Borrel », écrivent les diplomates en invitant Djibouti à la « surmonter ».
Une note rédigée le 21 avril 2004 par Pierre Vimont, directeur du cabinet du ministre des Affaires étrangères, et saisie en avril 2007 attesterait de pressions sur la justice française. Destinée au ministre Michel Barnier avant une rencontre avec Jacques Chirac, il y figure au paragraphe « Djibouti » : « Faute d'avoir obtenu un accord de la part du parquet pour que ce dernier fasse une déclaration exonérant les autorités de Djibouti de toute implication dans l'assassinat du juge Borrel, le Quai d'Orsay s'est associé à la défense pour rédiger un communiqué très ferme. [...] Vous pourriez indiquer au président que la situation a donc été rétablie conformément à son souhait »,

### Pressions du ministère de la Justice
Selon les documents saisis en avril 2007 à la Chancellerie et au Quai d'Orsay, le ministère de la Justice dirigé par Dominique Perben s'est secrètement engagé, dès 2004, à remettre l'enquête sur le juge Borrel aux autorités de Djibouti. Cette transmission du dossier a cependant été refusée, le 8 février 2005 par la juge d'instruction Sophie Clément. « Je vous remercie de veiller à ce qu'il soit apporté une réponse favorable à la demande formulée par les autorités djiboutiennes » écrivait le 30 juillet 2004 Laurent Le Mesle, directeur de cabinet du garde des Sceaux. En janvier 2005, Laurent Le Mesle assurait à l'ambassadeur de Djibouti en France avoir « demandé [...] que tout soit mis en œuvre pour que la copie du dossier d'instruction (...) soit transmise au ministre de la Justice de Djibouti ».

### Pressions de la présidence de la République
Après cette première vague de perquisitions, Michel de Bonnecorse, conseiller chargé du département Afrique de l'Élysée, déclare dans Jeune Afrique : 

« contrairement à ceux qui préjugent de l’assassinat de Bernard Borrel sur ordre des autorités djiboutiennes, confie-t-il, je préjuge, moi, qu’il s’est suicidé »

Cette remarque est également analysée par Élisabeth Borrel comme une tentative de pression sur la justice.
Jacques Chirac et la présidence de la République seraient mêlés à ces pressions sur la justice. D'après des documents saisis au quai d'Orsay et à la Chancellerie, et cités par le journal Le Monde, l'idée de saisir la Cour internationale de justice contre la France pour contourner la juge d'instruction Sophie Clément et avoir accès au dossier a été suggérée par Jacques Chirac au président djiboutien. Parmi ces documents, figurent des notes sur la préparation puis sur les retombées d'une rencontre à l'Élysée le 17 mai 2005 entre Jacques Chirac et le président Ismail Omar Guelleh, durant laquelle l'affaire Borrel est longuement abordée. « En sortant de son entretien avec le PR (Président de la République), IOG (Ismaël Omar Guelleh) avait quasiment compris que cette histoire de CIJ était une formalité et qu'après un échange de courrier, ils (ndlr, les Djiboutiens) auraient le dossier dans les 15 jours », écrit notamment, le 29 juillet 2005, un membre de la direction d'Afrique du Quai d'Orsay à son directeur.
Le 2 mai 2007, les deux juges ont tenté en vain de perquisitionner la cellule africaine de l'Élysée, mais l'accès leur est refusé par les gendarmes, en vertu de l'article 67 de la Constitution.
L'article 67 prévoit que « le Président de la République n'est pas responsable des actes accomplis en cette qualité, sous réserve des dispositions des articles 53-2 et 68. Il ne peut, durant son mandat et devant aucune juridiction ou autorité administrative française, être requis de témoigner non plus que faire l'objet d'une action, d'un acte d'information, d'instruction ou de poursuite. Tout délai de prescription ou de forclusion est suspendu ». De plus, « les instances et procédures auxquelles il est ainsi fait obstacle peuvent être reprises ou engagées contre lui à l'expiration d'un délai d'un mois suivant la cessation des fonctions ». Les juges avaient argué qu'ils ne s'intéressaient qu'au bureau d'un collaborateur, pas à Jacques Chirac et que cette règle ne s'appliquait donc pas.
Toujours selon des documents auxquels l'AFP a eu accès, des conseillers de Jacques Chirac lui proposent, dans un argumentaire, d'assurer à son homologue djiboutien que sa « colère est parfaitement compréhensible ». « Nous avions pris l'engagement de vous transmettre ce dossier. Malheureusement les services de la Chancellerie avaient mal évalué les conséquences d'une telle transmission. Dominique Perben pourrait être poursuivi par Mme Borrel pour forfaiture », poursuit l'argumentaire en assurant « que les autorités françaises font le maximum de ce qui est en leur pouvoir ».

### Pressions sur la défense
Peu après avoir obtenu, en juin 2000, le dessaisissement des deux juges d'instruction chargés du dossier Borrel, les deux avocats de Madame Borrel, Me Olivier Morice et Me Laurent de Caunes ont découvert que le procureur de Djibouti, Djama Souleiman, avait envoyé à Marie-Paule Moracchini un message rédigé sur un ton très amical. Le procureur affirmait qu'il avait « pu constater à nouveau combien madame Borrel et ses avocats sont décidés à continuer leur entreprise de manipulation ».
En septembre 2000, le quotidien Le Monde publia un article dans lequel Olivier Morice accusa les magistrats chargés de l'instruction du dossier Borrel d'avoir eu « un comportement parfaitement contraire aux principes d'impartialité et de loyauté ». Il ajouta que le mot manuscrit démontrait « l'étendue de la connivence » entre le procureur de Djibouti et les juges français.
Les deux magistrats, les juges d'instruction Roger Le Loire et Marie-Paule Moracchini, portèrent plainte contre le directeur du Monde, le journaliste auteur de l'article et Me Olivier Morice, pour diffamation envers des fonctionnaires publics. Les journalistes et l'avocat furent définitivement condamnés après un arrêt de la Cour de cassation du 10 novembre 2009.
Ils sont finalement relaxés de toute poursuite, Me Morice en 2016 par une décision de la Cour de cassation réunie en assemblée plénière, et les journalistes en 2020.

### Condamnation de la France
Olivier Morice décide alors de saisir la Cour européenne des droits de l'homme, estimant avoir été privé du droit à un procès équitable (article 6 de la Convention européenne des droits de l'homme) et être victime d'une violation de son droit à la liberté d'expression (article 10 de la même Convention). Après avoir vu sa requête partiellement rejetée par une Chambre de la Cour européenne, l'affaire est renvoyée en Grande Chambre, la formation la plus solennelle de la Cour européenne des droits de l'homme.
Lors de l'audience du 21 mai 2014, Olivier Morice est notamment représenté et défendu par Nicolas Hervieu. Ce spécialiste de la Cour européenne des droits de l'homme plaide devant la Cour que « ce qui sape l'autorité des tribunaux, ce n'est pas la dénonciation de dysfonctionnements judiciaires, c'est l'existence même de ces dysfonctionnements ». Ainsi, il invite la Cour européenne à protéger la liberté d'expression de l'avocat hors du tribunal, dès lors que cette expression se rattache à l'exercice des droits de la défense.
Le 23 avril 2015, la Grande Chambre rend deux arrêts par lequel elle condamne la France pour violation des articles 6 et 10 de la CEDH. Dans le premier arrêt, c'est l'indépendance d'un des juges de la Cour de cassation qui est mise en cause. Dans le second, les dix-sept juges unanimes ont estimé que la condamnation d'Olivier Morice pour diffamation avait constitué une « ingérence disproportionnée dans son droit à la liberté d'expression ». La Cour souligne que « le fonctionnement du pouvoir judiciaire et le déroulement de l’affaire Borrel, s’inscrivaient dans le cadre d’un débat d’intérêt général, ce qui implique un niveau élevé de protection de la liberté d’expression ». Elle précise à cette occasion la jurisprudence relative à la liberté d'expression des avocats et étend leur immunité aux propos tenus en dehors de l'enceinte judiciaire.
Le 16 mars 2020, le tribunal judiciaire de Paris condamne l'État français pour deux fautes graves dans la conduite de l'enquête : l'inhumation prématurée du corps avant autopsie et la destruction des scellés, entraînant celle d'une partie des pièces. Maître Olivier Morice déclare : « Nous nous interrogeons sur l’origine volontaire de cette erreur ». Une plainte pénale est déposée devant le tribunal de Versailles pour ces deux fautes.

### Rôle de l'Armée française
L'armée française basée à Djibouti aurait été la première informée de la mort du juge (Le Figaro du 9 juillet 2007). Les gendarmes français de la prévôté d'Arta semblent avoir été les premiers à avoir eu connaissance du drame le 19 octobre 1995. Ils affirment que lors d'une patrouille, deux d'entre eux se seraient arrêtés en bordure d'une falaise, intrigués par la présence d'un véhicule inoccupé ; c'est là qu'ils avaient découvert le corps calciné du juge en contrebas de la route. L'heure de la découverte consignée dans la procédure est 7 h 20. Selon un officier de renseignement de l'état major des Forces françaises, plusieurs responsables de l'armée française étaient au courant dès 5 h 30. Pour certains, « il ne faisait aucun doute qu'il s'agissait d'un assassinat » (selon Le Figaro).
La commission consultative du secret de la défense nationale a rendu un avis favorable le 3 août 2007 sur la déclassification par le ministère de la Défense de plusieurs dizaines de documents concernant ce dossier. Il revient maintenant au ministre de la Défense Hervé Morin de suivre ou non l'avis de la CCSDN. Ce sont plus de 200 pages de documents que la juge Sophie Clément pourrait pouvoir consulter, notamment les « journaux de marches et des opérations » de plusieurs unités militaires françaises, dont certaines basées à Djibouti. Le 17 octobre 2019, la Commission du secret de la défense nationale donne un avis défavorable à la déclassification du document communiqué par le ministère des Armées (requête en déclassification transmise à la ministre des armées le 27 novembre 2018 par le juge Cyril Paquaux). Avis publié au JORF du 31 octobre 2019.

## Article de presse
- « La thèse du suicide demeure » Article de Chris Laffaille publié le 6 juin 2007 dans Paris Match No 2533 p. 90-95.

## Documentaire télévisé
- « La Légende du juge Borrel » de Gilles Gillery sur Arte le 17 octobre 2010.

## Émissions radiophoniques
- « La mort du juge Borrel : une affaire d'États » dans Affaires sensibles sur France Inter le 29 novembre 2016.
- « L'assassinat du juge Borrel », le 28 août 2017, dans L'Heure du crime de Jacques Pradel sur RTL.
- « Où en est l'enquête autour de l'assassinat du juge Borrel ?  » dans Affaires sensibles sur France Inter le 6 janvier 2023.

## Bande dessinée
- David Servenay et Thierry Martin, Une affaire d'États, Noctambule, 2017.